# ジェラルディーナ (小惑星)
ジェラルディーナ (300 Geraldina) は、小惑星帯にある大きな小惑星である。1890年にオーギュスト・シャルロワによってニースで発見された。
『ジェラルディーナ』というのは女性名であるが、命名の由来は不明。